# دنا الساتل الصغير
دنا الساتل الصغير  (بالإنجليزية: Minisatellite)‏ أو ميني ساتليت  هو تسلسل دنا متكرر على أنماط معينة (طوله حوالي 10-60 زوج قاعدي)  ويتم تكرره من 5 إلى 50 مرة عادة. يظهر دنا الساتل الصغير في أكثر من 1000 موضع في الجينوم البشري وهو ملحوظ بمعدل تطفره العالي وتنوعه الكبير بين السكان. يتواجد دنا الساتل بشكل أساسي في القسيمات المركزية والقسيمات الطرفية، وتحمي هذه الأخيرة الكروموسومات من الضرر. يشير اسم «الساتل» إلى الملاحظة القديمة بأن الطرد المركزي للدنا في أنبوب اختبار يفصل طبقة رئيسية من الدنا المتكتل عن طبقات مرافقة «تابعة» من الدنا المتكرر.
يصنف دنا الساتل الصغير وقريبه دنا الساتل الميكروي معا كدنا من نوع VNTR(إعادات ترادفية برقم متغير). يشار إلى دنا الساتل الصغير بدنا VNTR ودنا الساتل الميكروي بالتكرارات المترادفة القصيرة (STRs) أو التسلسلات البسيطة المتكررة (SSRs).

## بنيتة
يتكون الميني ساتليت  من أنماط متكررة، عادة غنية بـ محتوى GC  يتراوح طولها بين 10 حتى 100 زوح قاعدي. هذا النوع من التكرارات متموضع بشكل ترادفي، تحتوي بعض تسلسلات  الساتل الصغير تسلسلا مركزيا (وحدة نواة) من القواعد النووية GGGCAGGANG حيث يمكن لـN أن تكون أي قاعدة، أو بشكل عام قد تتكون من أنماط تسلسل بيورينات (أدينين وغوانين) وبيريميدينات (سايتوسين وثايمين).[بحاجة لمصدر]
الساتل الصغير مفرط التغير لديه وحدات نواة يتراوح طولها بين 9-64 زوج قاعدي وتتواجد أساسا في مناطق القسيمات المركزية.، يتواجد 90% من  الساتل الصغير لدى البشر في مناطق القسيمات الطرفية الفرعية للكروموسومات، كما أن تسلسل القسيم الطرفي البشري نفسه عبارة عن تكرار ترادفي: TAGGG TTAGGG TTAGGG ….

## وظيفة
لدنا الساتل الصغير علاقة في تنظيم التعبير الجيني (مستويات النسخ، الوصل البديل، أو التحكم في التعبير) في الغالب هي تسلسلات دنا غير مشفرة لكن في بعض الأحيان يمكن أن تكون جزءا من جينات محتملة [بحاجة لمصدر]، كذلك يكوِّن دنا الساتل الصغير القسيمات الطرفية للكروموسومات والتي تحمي نهايات هذه الكروموسومات من التحلل أو الاندماج مع نهايات كروموسومات جوارية.